# 蘇憲誠
蘇憲誠（越南语：／，？—1179年），又作蘇憲成，越南李朝的輔政大臣，侍奉李英宗和李高宗兩朝。為官文武兼備，以非宗室身份獲封王爵。

## 生平

### 早年武功
蘇憲誠生於今河內市丹鳳縣賀姥社。時權臣杜英武之妻蘇氏，可能與蘇憲誠有親戚關係，但蘇憲誠等正直大臣遏制了杜英武篡權的圖謀。1141年（大定二年），有算卦者名申利，冒稱李仁宗之子，聚众作亂，為杜英武擊敗，申利逃亡諒州（即諒山），為蘇憲誠生擒押解回京。朝廷赦免了叛軍其他參與者，以示君王愛民之心。
1159年（大定二十年），蘇憲誠征討牛吼、哀牢叛亂，大有斬獲，獲封太尉。1160年（大定二十一年），憲誠與費公信訓練士卒，選拔人才充任將校。1161年（大定二十二年），蘇憲誠、杜安頤領兵兩萬巡邊西南，得李英宗親送。
1167年（政隆寶應五年），蘇憲誠領兵伐占城。

### 文治輔國
1175年（天感至寶二年）春正月，李英宗正式立李龍𣉙為太子，同時拜蘇憲誠為「入内、檢校太傅、平章軍國重事，加王爵」，輔佐太子攝政。四月，李英宗病重，遺命蘇憲誠輔佐新皇，太子於是繼位，是為李高宗。時英宗昭靈太后欲立前廢太子李龍昶，用金銀賄賂憲誠妻呂氏，為憲誠堅決拒絕。蘇憲誠提倡學問，請在昇龍南門建立孔廟，尊重儒學。
1179年（高宗貞符四年），蘇憲誠病重，參知政事武贊唐日夜服侍。而高宗生母杜太后親往探病，諮詢後繼人選時，蘇憲誠推薦了諫議大夫陳忠佐，表示只在舉薦服侍人選時才推薦武贊唐，杜太后雖嘉許其忠心，終未遵其遺言。不久後，蘇憲誠病逝，李高宗減膳三日，輟朝六日。

## 評價

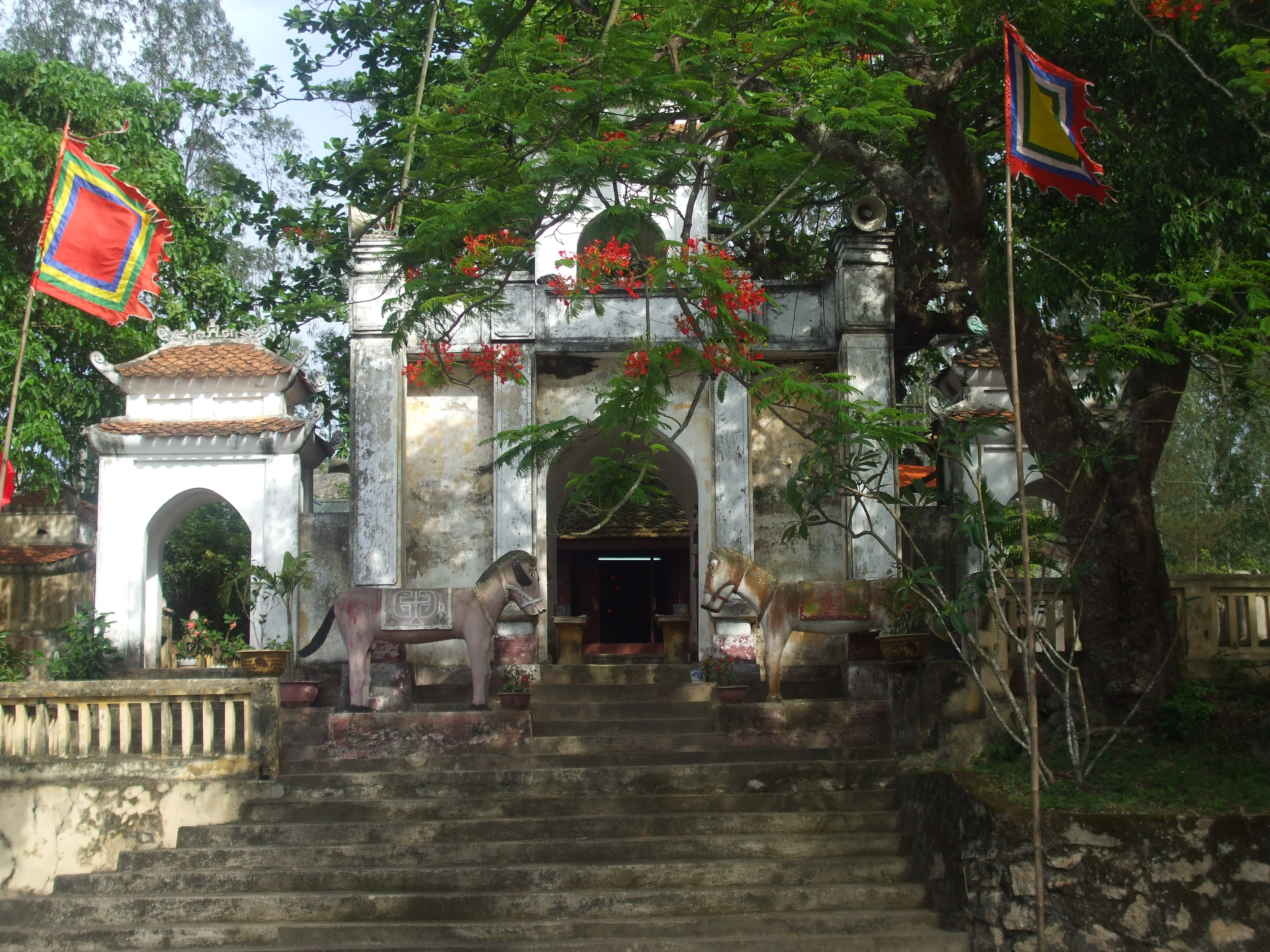
清化省的蘇憲誠祠

蘇憲誠忠誠輔佐幼君，常被後人比為越南的諸葛亮。阮朝的嗣德帝就評價蘇憲成「武侯後，惟此一人而已」。
越南陳朝末年，陳藝宗賜權臣胡季犛四輔圖：周公輔周成王，霍光輔漢昭帝，諸葛亮輔後主，蘇憲誠輔李高宗。其中只有蘇憲誠圖是唯一越南本國的歷史相关的。
史官吳士連：蘇憲誠受托孤之寄，盡忠竭誠，善處于變，雖震撼擊撞，而中流屹乎砥柱，卒使上安下順，不愧古大臣之風。况臨終之際，爲國薦賢，不以私恩，太后不用其言，李氏之不幸也。
現在河內有很多以蘇憲誠命名的街道。每年正月在富川縣都有紀念活動。而在祭祀李朝歷代皇帝的李八帝廟，蘇憲誠和李道成是僅有的兩名同享祭祀的官員。

## 註腳
1. ↑  校合本《大越史略》，陳荊和編校，創價大學アジア研究所，76頁。
2. ↑  Taylor. . : p70.
3. ↑  . : 李紀 英宗皇帝.
4. ↑  《欽定越史通鑑綱目》（正編/卷之五）
5. ↑  . : 77頁.
6. ↑  . : 79頁.
7. ↑  . : 陳紀 藝宗皇帝.
8. ↑  . : 李紀 高宗皇帝.
9. ↑  Nick Ray, Wendy Yanagihara. . Lonely Planet. 2005: 104. ISBN 1740596773.
10. ↑  . Vietnamnet.vn. 2007-02-05  [2012-04-14]. （原始内容存档于2008-12-24）.